# Omma rutherfordi
Omma rutherfordi is een keversoort uit de familie Ommatidae. De wetenschappelijke naam van de soort werd in 1999 gepubliceerd door John F. Lawrence.